# ヨワネハキ
「ヨワネハキ」は、2021年5月19日にMAISONdesより発表された楽曲。

## 概要
2021年2月に自身初のオリジナル曲「寄り酔い」を発表し、TikTokを中心に注目を集めたシンガーソングライターの和ぬかと、大阪出身のシンガーソングライターasmiをフィーチャリングした楽曲。
編曲はボカロPとしても活動するミュージシャンの100回嘔吐が担当した。
同年8月25日、YouTubeチャンネル「THE FIRST TAKE」にてasmiが出演する歌唱動画が公開された。

## チャート成績

### 認定と売上
|                                | 認定 (RIAJ) | 売上/再生回数      |
| ------------------------------ | ----------- | ------------------ |
| ダウンロード                   | 未公表      | -                  |
| ストリーミング                 | ゴールド    | 50,000,000* 回再生 |
| *認定のみに基づく売上/再生回数 |             |                    |

## 収録曲
1. 「ヨワネハキ feat. 和ぬか, asmi」
  - 歌：asmi, 和ぬか
  - 作詞・作曲：和ぬか
  - 編曲：100回嘔吐